# Sidnei (basquetebolista)
Sidnei de Santana Lima, mais conhecido como Sidão (Salvador, 27 de julho de 1983) é um jogador profissional de basquetebol brasileiro.